# Maa-Kalmo
Maa-Kalmo är en ö i Finland. Den ligger i sjön Kuonanjärvi och i kommunen Nyslott i  landskapet Södra Savolax, i den sydöstra delen av landet, 300 km nordost om huvudstaden Helsingfors. Öns area är 0,5 hektar och dess största längd är 150 meter i öst-västlig riktning.